# Sean Bentivoglio
Sean David Bentivoglio (Thorold, 16 ottobre 1985) è un ex hockeista su ghiaccio canadese naturalizzato italiano, di ruolo attaccante.

## Carriera

### Club
Bentivoglio, dopo essere cresciuto nei Thorold Blackhawks, giocò per quattro stagioni con la formazione universitaria della Niagara University, appartenente alla College Hockey America. Nella sua quarta stagione con la maglia dei Purple Eagles, nel 2006-07, Sean fu nominato giocatore dell'anno della CHA, ricoprendo inoltre il ruolo di capitano della squadra. Dopo aver chiuso la carriera al college con due titoli vinti, Sean fece il suo debutto nel mondo professionistico in American Hockey League con la maglia dei Providence Bruins. Bentivoglio fu ingaggiato dai Bruins per disputare la fase finale della stagione 2007, contribuendo nei play-off con 9 punti in 13 partite.
Senza essere mai stato scelto al Draft NHL, il 21 maggio 2007 Bentivoglio firmò un contratto di tre anni "entry level" con i New York Islanders. Sean fu prestato alla formazione affiliata in AHL, i Bridgeport Sound Tigers, per la stagione 2007–2008. Nella stagione successiva Sean eguagliò i 32 punti ottenuti nella stagione da rookie con i Sound Tigers, prendendo parte all'unica partita disputata in carriera in National Hockey League, una sconfitta degli Islanders per 5-1 contro i Montreal Canadiens il 2 aprile 2009.
Dopo aver trascorso tre stagioni nell'organizzazione degli Islanders, con 113 punti in 236 incontri totali, Sean lasciò il Nordamerica da free agent ed il 22 luglio 2010 firmò un contratto annuale con i tedeschi dell'Augsburger Panther, squadra della DEL.
Il 1º agosto 2011 Sean Bentivoglio firmò un contratto valido per una stagione con l'Asiago Hockey a cui fece seguito un ulteriore prolungamento contrattuale l'anno successivo. Nella stagione 2012-2013 conquistò il titolo di miglior marcatore del campionato, raccolse il maggior numero di assist e vinse anche lo scudetto. Per la stagione seguente firmò un ulteriore prolungamento contrattuale con la società vicentina. Rimase ad Asiago anche l'annata successiva, dove vinse nuovamente lo scudetto: proprio durante la serie di finale tuttavia, saltò la decisiva gara-6 per far ritorno in Canada per poter assistere la moglie, ricoverata in anticipo sui tempi previsti per dare alla luce la prima figlia della coppia. Giocherà comunque gara-7 di finale alzando il suo secondo scudetto nelle file giallorosse.
Nell'estate del 2016 dopo cinque stagioni trascorse ad Asiago Bentivoglio lasciò l'Italia per andare a giocare nella EIHL presso i Cardiff Devils.

### Nazionale
Nell'autunno del 2013 Bentivoglio maturò due anni consecutivi di permanenza nel campionato italiano e, grazie al possesso del passaporto italiano, poté essere convocato in Nazionale. L'esordio avvenne nel febbraio del 2014 in occasione dell'Euro Ice Hockey Challenge disputatosi in Polonia.

## Palmarès

### Club
- Campionato italiano: 2

Asiago: 2012-2013, 2014-2015
- Supercoppa italiana: 2

Asiago: 2013, 2015
- College Hockey America: 2

Niagara University: 2003-2004, 2006-2007
- EIHL: 2

Cardiff Devils: 2016-2017, 2017-2018
- EIHL Playoff: 1

Cardiff Devils: 2017-2018, 2018-2019

### Individuale
- CHA First All-Star Team: 1

2005-2006
- CHA Player of the Year: 1

2006-2007
- Maggior numero di assist della Serie A: 2

2012-2013 (52 assist), 2015-2016 (45 assist)
- Capocannoniere della Serie A: 1

2012-2013 (75 punti)